# 世界女子相撲選手権大会
世界女子相撲選手権大会（せかいじょしすもうせんしゅけんたいかい、Women Sumo World Championships）は、女子相撲の女子世界大会で国際相撲連盟が主催する。2001年から世界新相撲選手権大会という名称で開催され、2007年から現在の大会名に変更された。男子は1992年から世界相撲選手権大会という名称で開催され、原則として毎年開催されている。2001年からは、男女とも同一会場で同時開催している。

## 階級
現在では、以下のように階級分けしている。
2001年–2018年
- Open（無差別級）
- Heavy Weight（重量級、80kg以上）
- Middle Weight（中量級、80kg未満）
- Light Weight（軽量級、65kg未満）

2019年–
- Open（無差別級）
- Heavy Weight（重量級、80kg以上）
- Light Heavy Weight（軽重量級、73kg以上80kg未満）
- Middle Weight（中量級、65kg以上73kg未満）
- Light Weight（軽量級、65kg未満）

このほかに、団体戦がある。

## 歴代の優勝者及び優勝団体[2][3]
| 回数   | 開催年 | 開催国・都市               | 階級                         | 優勝者                           | 国                           |
| ------ | ------ | -------------------------- | ---------------------------- | -------------------------------- | ---------------------------- |
| 第1回  | 2001年 | 日本・青森                 | 無差別級                     | サンドラ・ケッペン               | ドイツ                       |
| 第1回  | 2001年 | 日本・青森                 | 重量級                       | Kazlovskaya Veranika             | ベラルーシ                   |
| 第1回  | 2001年 | 日本・青森                 | 中量級                       | 石谷里美                         | 日本                         |
| 第1回  | 2001年 | 日本・青森                 | 軽量級                       | Aanes Lene                       | ノルウェー                   |
| 第1回  | 2001年 | 日本・青森                 | 団体                         | ドイツ                           | ドイツ                       |
| 第2回  | 2002年 | ポーランド・ブラツワフ     | 無差別級                     | 築比地里絵                       | 日本                         |
| 第2回  | 2002年 | ポーランド・ブラツワフ     | 重量級                       | オレシア・コバレンコ             | ロシア                       |
| 第2回  | 2002年 | ポーランド・ブラツワフ     | 中量級                       | エディータ・ヴィトコフスカ       | ポーランド                   |
| 第2回  | 2002年 | ポーランド・ブラツワフ     | 軽量級                       | 石谷里美                         | 日本                         |
| 第2回  | 2002年 | ポーランド・ブラツワフ     | 団体                         | 日本                             | 日本                         |
| 第3回  | 2004年 | ドイツ・リーザ             | 無差別級                     | サンドラ・ケッペン               | ドイツ                       |
| 第3回  | 2004年 | ドイツ・リーザ             | 重量級                       | ベレイラ・ダ・コスタ・フルナンダ | ブラジル                     |
| 第3回  | 2004年 | ドイツ・リーザ             | 中量級                       | パンテレエワ・スウェッツラナ     | ロシア                       |
| 第3回  | 2004年 | ドイツ・リーザ             | 軽量級                       | アリナ・ボイコワ                 | ウクライナ                   |
| 第3回  | 2004年 | ドイツ・リーザ             | 団体                         | ドイツ                           | ドイツ                       |
| 第4回  | 2005年 | 日本・堺                   | 無差別級                     | ケイブ・エカリテナ               | ロシア                       |
| 第4回  | 2005年 | 日本・堺                   | 重量級                       | サンドラ・ケッペン               | ドイツ                       |
| 第4回  | 2005年 | 日本・堺                   | 中量級                       | パンテレエワ・スウェッツラナ     | ロシア                       |
| 第4回  | 2005年 | 日本・堺                   | 軽量級                       | 石谷里美                         | 日本                         |
| 第4回  | 2005年 | 日本・堺                   | 団体                         | ロシア                           | ロシア                       |
| 第5回  | 2006年 | 日本・堺                   | 無差別級                     | アンナ・ジガロワ                 | ロシア                       |
| 第5回  | 2006年 | 日本・堺                   | 重量級                       | オレシア・コバレンコ             | ロシア                       |
| 第5回  | 2006年 | 日本・堺                   | 中量級                       | スウェツラナ・パンテレワ         | ロシア                       |
| 第5回  | 2006年 | 日本・堺                   | 軽量級                       | アリナ・ボイコワ                 | ウクライナ                   |
| 第5回  | 2006年 | 日本・堺                   | 団体                         | ロシア                           | ロシア                       |
| 第6回  | 2007年 | タイ・チェンマイ           | 無差別級                     | ケイブ・エカテリナ               | ロシア                       |
| 第6回  | 2007年 | タイ・チェンマイ           | 重量級                       | コヴァレンコ・オレシア           | ロシア                       |
| 第6回  | 2007年 | タイ・チェンマイ           | 中量級                       | 松浦麻乃                         | 日本                         |
| 第6回  | 2007年 | タイ・チェンマイ           | 軽量級                       | ウオロビョワ・ネーリ             | ロシア                       |
| 第6回  | 2007年 | タイ・チェンマイ           | 団体                         | ロシア                           | ロシア                       |
| 第7回  | 2008年 | エストニア・ラクヴェレ     | 無差別級                     | ジガロワ・アンナ                 | ロシア                       |
| 第7回  | 2008年 | エストニア・ラクヴェレ     | 重量級                       | オリガ・ダヴィドゥコー           | ウクライナ                   |
| 第7回  | 2008年 | エストニア・ラクヴェレ     | 中量級                       | プリスシェパー・マリナ           | ウクライナ                   |
| 第7回  | 2008年 | エストニア・ラクヴェレ     | 軽量級                       | ウオロビョワ・ネーリ             | ロシア                       |
| 第7回  | 2008年 | エストニア・ラクヴェレ     | 団体                         | ロシア                           | ロシア                       |
| 第8回  | 2009年 | エジプト・アレキサンドリア | 新型インフルエンザのため中止 | 新型インフルエンザのため中止     | 新型インフルエンザのため中止 |
| 第8回  | 2010年 | ポーランド・ワルシャワ     | 無差別級                     | クレミアン・シルウィア           | ポーランド                   |
| 第8回  | 2010年 | ポーランド・ワルシャワ     | 重量級                       | ジガロア・アンナ                 | ロシア                       |
| 第8回  | 2010年 | ポーランド・ワルシャワ     | 中量級                       | ヤッドマー・ダルマ               | モンゴル                     |
| 第8回  | 2010年 | ポーランド・ワルシャワ     | 軽量級                       | アリナ・ボイコワ                 | ウクライナ                   |
| 第8回  | 2010年 | ポーランド・ワルシャワ     | 団体                         | 日本                             | 日本                         |
| 第9回  | 2011年 | エジプト・アレキサンドリア | 政情不安のため中止           | 政情不安のため中止               | 政情不安のため中止           |
| 第9回  | 2012年 | 中国・香港                 | 無差別級                     | 上田幸佳                         | 日本                         |
| 第9回  | 2012年 | 中国・香港                 | 重量級                       | アンナ・ジガロワ                 | ロシア                       |
| 第9回  | 2012年 | 中国・香港                 | 中量級                       | スベトラーナ・パンテリーヴァ     | ロシア                       |
| 第9回  | 2012年 | 中国・香港                 | 軽量級                       | アリナ・ボイコワ                 | ウクライナ                   |
| 第9回  | 2012年 | 中国・香港                 | 団体                         | ロシア                           | ロシア                       |
| 第10回 | 2014年 | 台湾・高雄                 | 無差別級                     | アンナ・ジガロワ                 | ロシア                       |
| 第10回 | 2014年 | 台湾・高雄                 | 重量級                       | マリア・ダボイアン               | ウクライナ                   |
| 第10回 | 2014年 | 台湾・高雄                 | 中量級                       | アンナ・アレクサンドロヴァ       | ロシア                       |
| 第10回 | 2014年 | 台湾・高雄                 | 軽量級                       | ヴェラ・コバル                   | ロシア                       |
| 第10回 | 2014年 | 台湾・高雄                 | 団体                         | ロシア                           | ロシア                       |
| 第11回 | 2015年 | 日本・大阪                 | 無差別級                     | Anna, ZHIGALOVA                  | ロシア                       |
| 第11回 | 2015年 | 日本・大阪                 | 重量級                       | Sunjidmaa, KHISHIGDORJ           | モンゴル                     |
| 第11回 | 2015年 | 日本・大阪                 | 中量級                       | Maryna, MAKSYMENKO               | ウクライナ                   |
| 第11回 | 2015年 | 日本・大阪                 | 軽量級                       | Daria, IBRAGIMOVA                | ロシア                       |
| 第11回 | 2015年 | 日本・大阪                 | 団体                         | ウクライナ                       | ウクライナ                   |
| 第12回 | 2016年 | モンゴル・ウランバートル   | 無差別級                     | Anna, POLIAKOVA                  | ロシア                       |
| 第12回 | 2016年 | モンゴル・ウランバートル   | 重量級                       | Sunjidmaa, KHISHIGDORJ           | モンゴル                     |
| 第12回 | 2016年 | モンゴル・ウランバートル   | 中量級                       | Maryna, MAKSYMENKO               | ウクライナ                   |
| 第12回 | 2016年 | モンゴル・ウランバートル   | 軽量級                       | Alina, BOYKOVA                   | ウクライナ                   |
| 第12回 | 2016年 | モンゴル・ウランバートル   | 団体                         | ロシア                           | ロシア                       |
| 第13回 | 2018年 | 台湾・桃園市               | 無差別級                     | Anna, POLIAKOVA                  | ロシア                       |
| 第13回 | 2018年 | 台湾・桃園市               | 重量級                       | Olga, DAVYDKO                    | ロシア                       |
| 第13回 | 2018年 | 台湾・桃園市               | 中量級                       | Anna, ALEKSANDROVA               | ロシア                       |
| 第13回 | 2018年 | 台湾・桃園市               | 軽量級                       | Vera, KOVAL                      | ロシア                       |
| 第13回 | 2018年 | 台湾・桃園市               | 団体                         | ロシア                           | ロシア                       |
| 第14回 | 2019年 | 日本・大阪                 | 無差別級                     | Svitlana, YAROMKA                | ウクライナ                   |
| 第14回 | 2019年 | 日本・大阪                 | 重量級                       | ANNA, POLYAKOVA                  | ロシア                       |
| 第14回 | 2019年 | 日本・大阪                 | 軽重量級                     | Maryna, MAKSYMENKO               | ウクライナ                   |
| 第14回 | 2019年 | 日本・大阪                 | 中量級                       | Magda Katarzyna, Skrajnowska     | ポーランド                   |
| 第14回 | 2019年 | 日本・大阪                 | 軽量級                       | Alina, DUZHENKO                  | ウクライナ                   |
| 第14回 | 2019年 | 日本・大阪                 | 団体                         | ロシア                           | ロシア                       |
| 第15回 | 2023年 | 日本・東京                 | 無差別級                     | 久野愛莉                         | 日本                         |
| 第15回 | 2023年 | 日本・東京                 | 重量級                       | Ivanna, BEREZOVSKA               | ウクライナ                   |
| 第15回 | 2023年 | 日本・東京                 | 軽重量級                     | Maryna, MAKSYMENKO               | ウクライナ                   |
| 第15回 | 2023年 | 日本・東京                 | 中量級                       | Karyna, KOLESNIK                 | ウクライナ                   |
| 第15回 | 2023年 | 日本・東京                 | 軽量級                       | Eniko, ELEKES                    | ハンガリー                   |
| 第15回 | 2023年 | 日本・東京                 | 団体                         | ウクライナ                       | ウクライナ                   |
| 第16回 | 2024年 | ポーランド・クロトシン     | 無差別級                     | Iryna, PASICHNYK                 | ウクライナ                   |
| 第16回 | 2024年 | ポーランド・クロトシン     | 重量級                       | Ivanna, BEREZOVSKA               | ウクライナ                   |
| 第16回 | 2024年 | ポーランド・クロトシン     | 軽重量級                     | 石井さくら                       | 日本                         |
| 第16回 | 2024年 | ポーランド・クロトシン     | 中量級                       | 長谷川理央                       | 日本                         |
| 第16回 | 2024年 | ポーランド・クロトシン     | 軽量級                       | 山下寧々                         | 日本                         |
| 第16回 | 2024年 | ポーランド・クロトシン     | 団体                         | ウクライナ                       | ウクライナ                   |